# Zell (Kärnten)

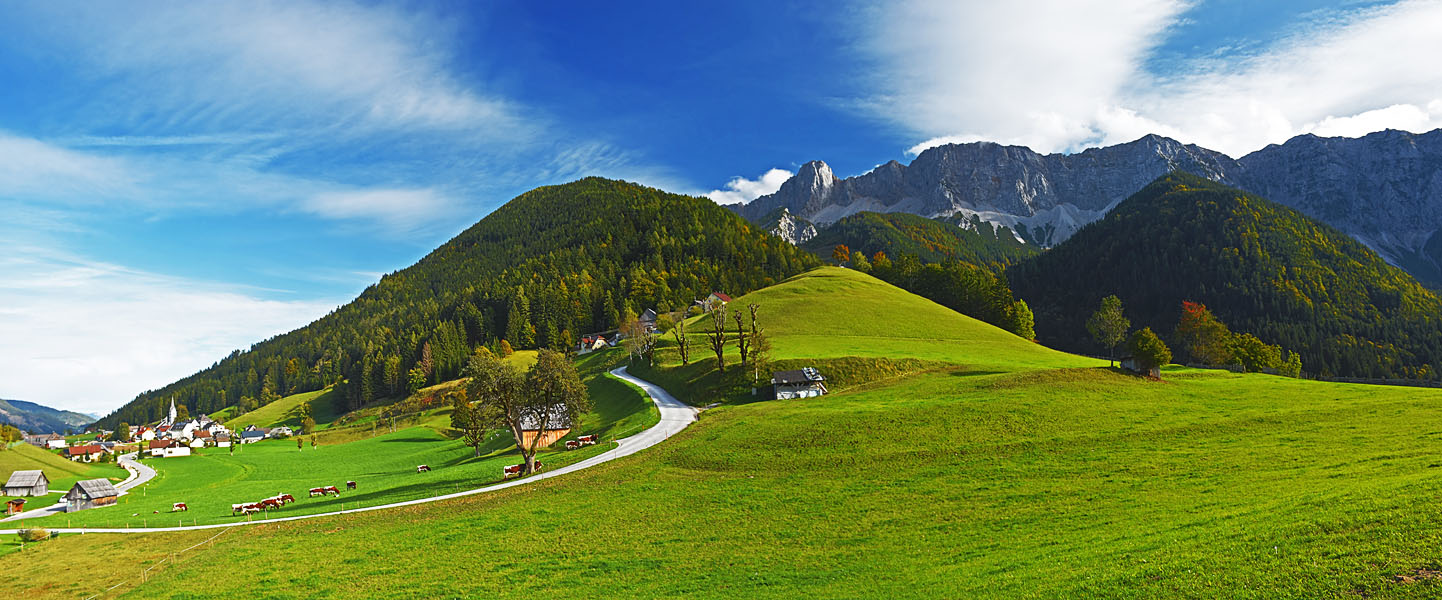
Zell-Pfarre und Koschuta

Zell, slowenisch Sele, ist eine im Norden der Karawanken gelegene zweisprachige Gemeinde mit 584 Einwohnern (Stand 1. Jänner 2024) im Bezirk Klagenfurt-Land in Österreich, im Bundesland Kärnten.

## Geographie

### Geographische Lage
Zell liegt in einem abgeschiedenen Seitental an der Nordseite der Karawanken an der slowenisch-österreichischen Staatsgrenze, ungefähr 20 km südlich von Klagenfurt und 6 km südlich von Ferlach. Die Seehöhe des Gemeindegebiets liegt zwischen 587 m (beim Zusammenfluss der Ribnitza mit dem Waidischbach) und 2139 m (Hochobir). Der Hauptsiedlungsraum am Talboden, der in Ost-West-Richtung verläuft, befindet sich in einer Höhe von ungefähr 950 m.
Zell wird von folgenden Bergen umrahmt: Ferlacher Horn (Grlovec, 1840 m) und Freiberg (Setiče, 1923 m) im Norden, Hochobir (2139 m) und Kuhberg (Kravji vrh, 2025 m) im Osten sowie Koschuta (Košuta) mit dem Koschutnikturm (Košutnikov turn, 2136 m) im Süden. Die Koschuta bildet auch die Grenze zu Slowenien. Ein Teil des Freibacher Stausees, der 1958 von der Kelag zur Stromgewinnung angelegt wurde, liegt am Gemeindegebiet von Zell. Bevor aufgestaut wurde, gab es am Freibach in diesem Bereich ein paar Häuser und Sägen, die man heute noch bei Niedrigwasser sehen kann.

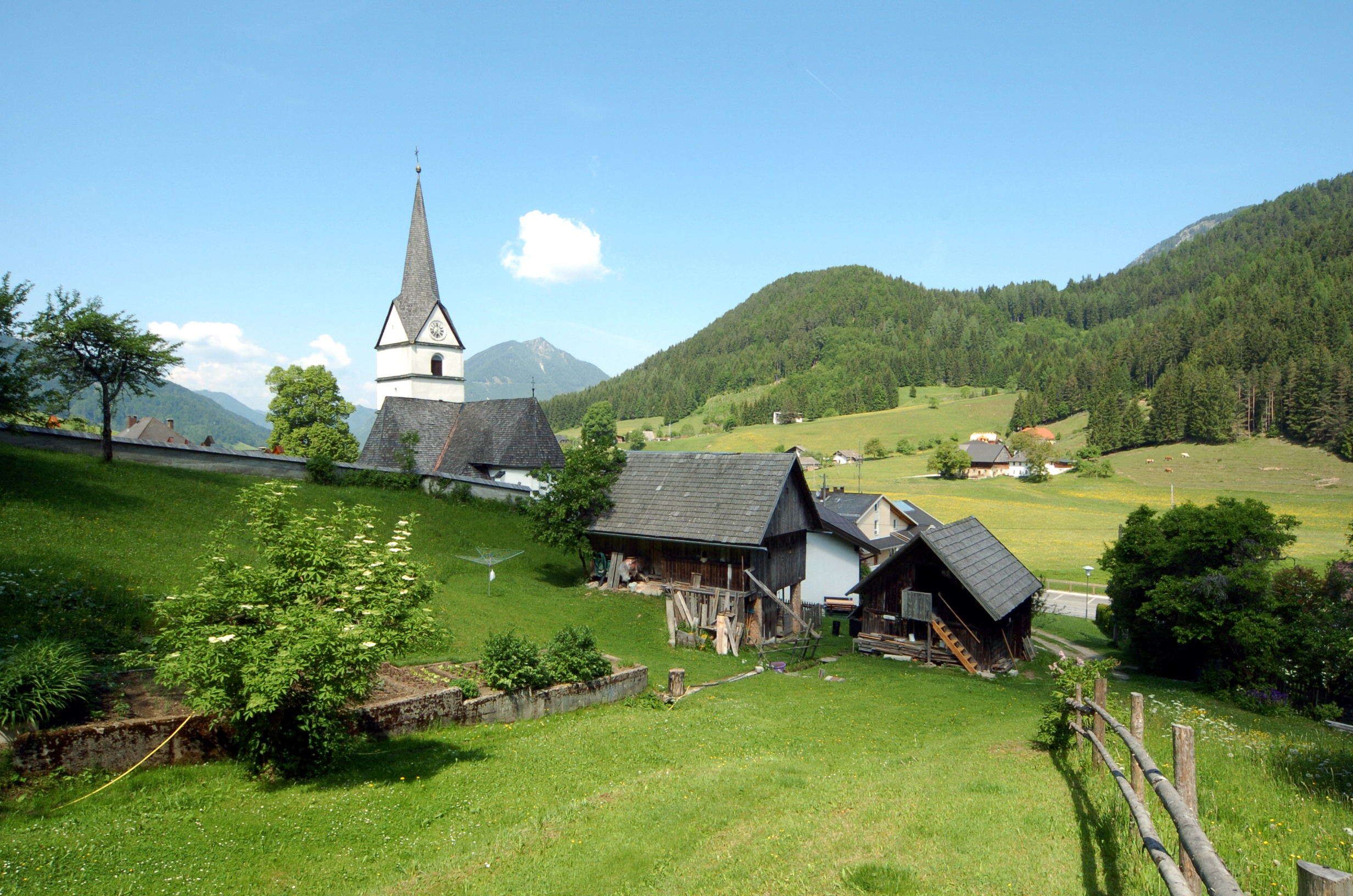
Zell-Pfarre

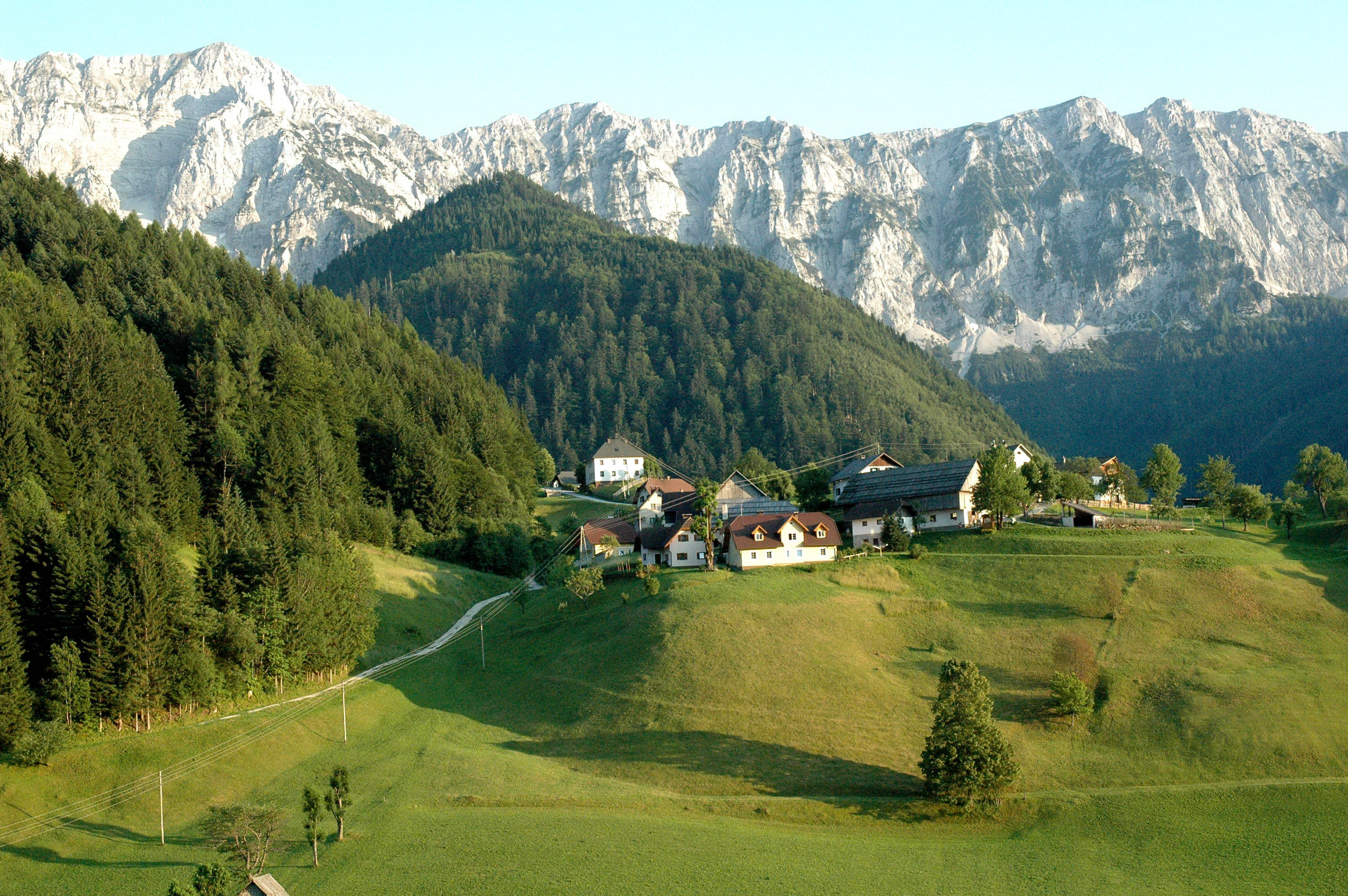
Peiner Kobla in Zell-Pfarre mit Koschuta im Hintergrund

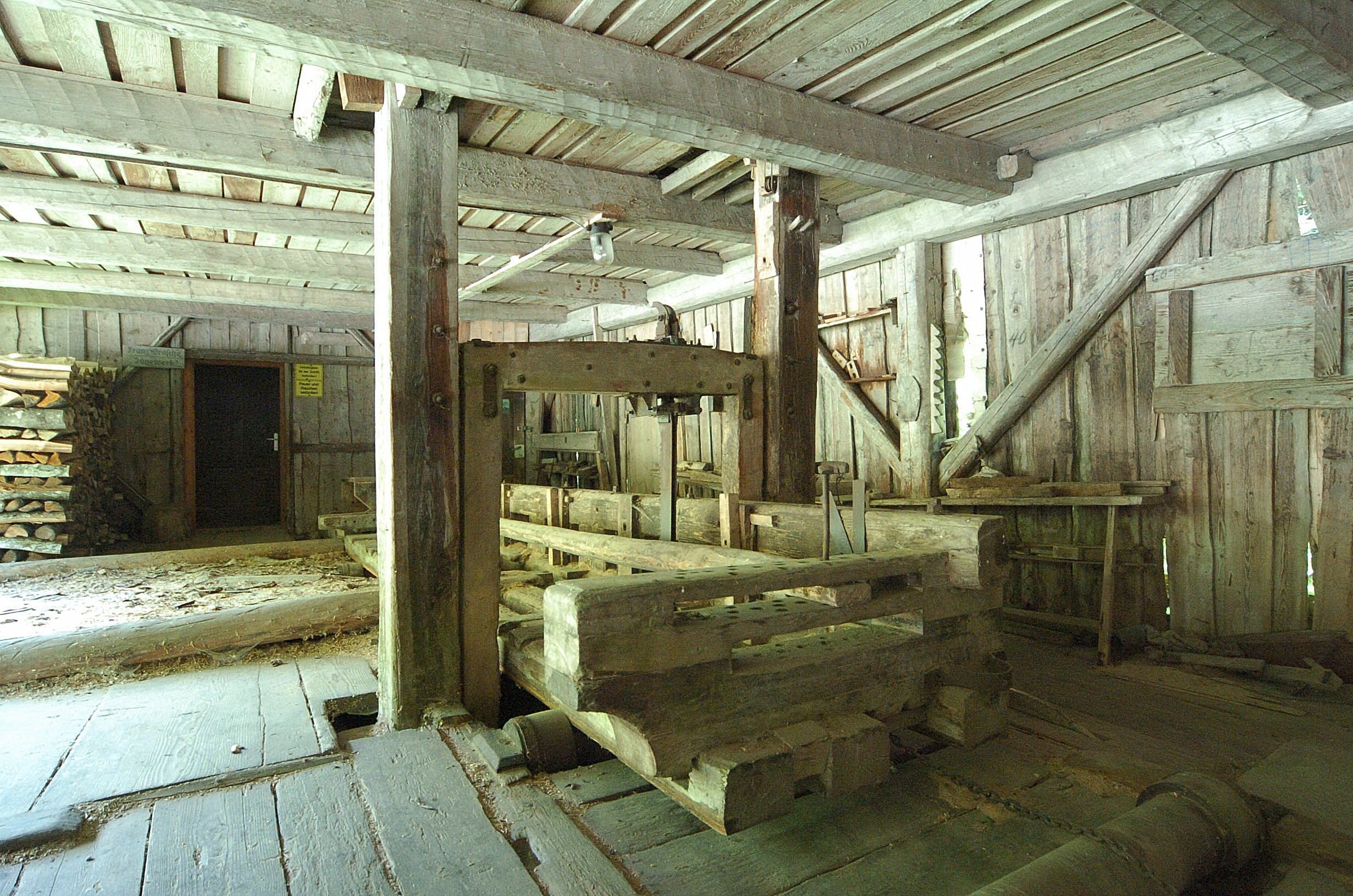
Alte Sägemühle, noch in Verwendung, in Zell

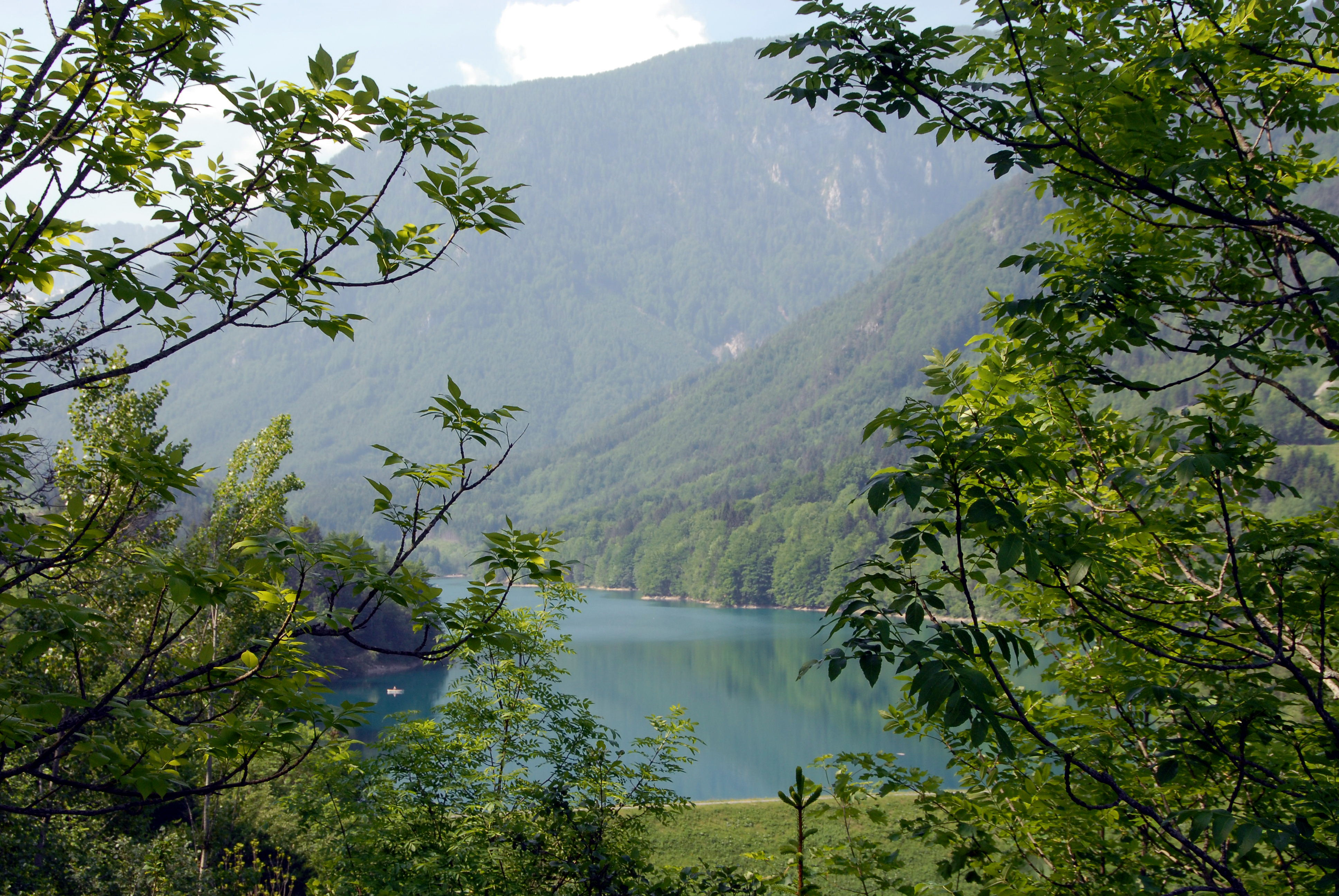
Freibacher Stausee

### Gemeindegliederung
Zell ist in die drei Katastralgemeinden Zell im Winkel (Sele v Kotu), Zell bei der Pfarre (Sele pri Cerkvi) und Zell bei Sonnegg (Sele pri Ženeku) gegliedert. Das Gemeindegebiet umfasst folgende 7 Ortschaften (Einwohnerzahl Stand 1. Jänner 2024):
- Zell-Freibach (Sele-Borovnica) (140)
- Zell-Homölisch (Sele-Homeliše) (18)
- Zell-Koschuta (Sele-Košuta) (0)
- Zell-Mitterwinkel (Sele-Srednji Kot) (67)
- Zell-Oberwinkel (Sele-Zvrhnji Kot) (64)
- Zell-Pfarre (Sele-Cerkev, auch Sele-Fara) (194)
- Zell-Schaida (Sele-Šajda) (101)

Weitere Ortsteile sind der Weiler Dražja vas und die Rotte Kobla.

### Nachbargemeinden
| Ferlach | Sankt Margareten im Rosental                | Gallizien           |
| Ferlach | Kompassrose, die auf Nachbargemeinden zeigt | Eisenkappel-Vellach |
|         | Tržič                                       |                     |

## Geschichte
Zell-Mitterwinkel und Zell Oberwaidisch dürften als erste zwei Gemeindeteile während des 11. Jahrhunderts besiedelt worden sein. Man vermutet, dass die erste Kirche um 1200 errichtet wurde. Wenige Jahrzehnte später erfolgte die erstmalige urkundliche Erwähnung von Cel (1280). Eine kleine Glocke stammt noch aus dem Jahre 1364, dem Jahr, in dem die Zellaner einen eigenen Friedhof erhielten. Damit verbunden war das Recht auf die Spendung der Sakramente und einen wöchentlichen Gottesdienst durch den Kaplan aus dem fünf Gehstunden entfernten Kappel an der Drau. Im Jahr 1492 soll das heutige Gemeindegebiet von osmanischen Truppen durchzogen worden sein, der Türkeneinfall von 1492 ist historisch jedoch nicht belegt. 1524 vermeldete das älteste erhaltene „Hollenburger Urbar“ in Zell 43 Höfe. 1630 wurden die Bewirtschafter zweier Höfe im Sonnegger Bereich (Meležnik und Kališnik) als erste freie Bauern erwähnt.
Von 1732 bis 1733 bauten die Zeller auf eigene Kosten jedoch am Grund der Herrschaft Hollenburg ein Pfarrhaus. 1787 wurde Zell zur eigenständigen Pfarre erhoben, die Bildung der Ortsgemeinde Zell aus den Katastralgemeinden Zell bei der Pfarre, Zell bei Sonnegg und Zell im Winkel folgte im Jahr 1850. Durch die Neuordnung des Österreichischen Staates im Jahr 1848 konnten die Ortsansässigen erstmals einen Bürgermeister wählen. Der erste Bürgermeister war Thomas Ogris. Unter dem im Jahr 1895 gewählte Bürgermeister Janko Kelich wurde die Volksschule eröffnet. Der Unterricht fand bis zur Eröffnung eines Schulgebäudes im Tanzsaal des Gasthauses Maschey (Zell Pfarre Nr. 13) statt. Unterrichtet wurde in einer Klasse sowie zweisprachig (utraquistisch) auf Slowenisch und Deutsch. Kelich führte 1895 die slowenische Sprache als Gemeindeamtssprache ein. Davor wurden die Amtsgeschäfte ausschließlich deutsch abgehandelt. 1908 kam der Landbriefträgerdienst nach Waidisch und Zell, wo an geeigneten Orten Briefkästen aufgestellt wurden.
Bei der Kärntner Volksabstimmung von 1920 stimmten die Einwohner von Zell mit 97 % für den Anschluss an Jugoslawien. In den ersten Jahren nach dem „Anschluss Österreichs“ im März 1938 setzten sich laut nationalsozialistischer Einschätzung etwa 20 Zellaner „Deserteure“ nach Slowenien ab, kehrten aber nach dem deutschen Einmarsch in Jugoslawien im April 1941 zurück und lebten in Ställen, Scheunen und Bunkern. Die wichtigsten Mitglieder der Widerstandsgruppe waren Thomas, Johann, Peter und Valentin Olip, Jernej und Jakob Orasche (Oraže), Franc Pristovnik und die Brüder Florjan und Urh Kelih. Nach der Erstürmung des Bunkers bei der Hlipoutschnik-(Hlipovčnik-)Säge am 2. Dezember 1942 kam es am 16. April 1943 am Landesgericht Klagenfurt „wegen Vorbereitung zum Hochverrat“ zum Prozess vor dem Volksgerichtshof unter dem eigens dazu aus Berlin angereisten NS-Blutrichter Roland Freisler, in dem 12 Männer, davon 7 aus Zell, sowie die ebenfalls aus Zell stammende Maria Olip zum Tode verurteilt, „für immer ehrlos“ erklärt und am 29. April 1943 in Wien hingerichtet wurden. Zu den Hingerichteten zählte auch der erst 17-jährige Janez Oraže.
Am 5. Juli 2012 wurde ein Felssturz beobachtet. Mehrere 1000 m³ Fels waren aus der Nordwand des Koschuta-Massivs gebrochen.

## Bevölkerung
Nach der Volkszählung 2001 hatte die Gemeinde Zell 703 Einwohner. Davon gaben 89,1 % Slowenisch als Umgangssprache an, 9,1 % waren deutschsprachig. Zell ist damit die Gemeinde mit dem höchsten Anteil an Kärntner Slowenen und gleichzeitig die einzige Gemeinde mit einer mehrheitlich slowenischsprachigen Bevölkerung. 98,4 % der Bevölkerung besitzen die österreichische Staatsbürgerschaft.
Zur römisch-katholischen Kirche bekennen sich 98,1 % der Gemeindebevölkerung, ohne religiöses Bekenntnis sind 1,7 % der Einwohner.
Bevölkerungsentwicklung
| Zell: Einwohnerzahlen von 1869 bis 2024             | Zell: Einwohnerzahlen von 1869 bis 2024 | Zell: Einwohnerzahlen von 1869 bis 2024 | Zell: Einwohnerzahlen von 1869 bis 2024 | Zell: Einwohnerzahlen von 1869 bis 2024 |
| --------------------------------------------------- | --------------------------------------- | --------------------------------------- | --------------------------------------- | --------------------------------------- |
| Jahr                                                |                                         |                                         |                                         | Einwohner                               |
| 1869                                                | 1869                                    |                                         | 991                                     | 991                                     |
| 1880                                                | 1880                                    |                                         | 1.027                                   | 1.027                                   |
| 1890                                                | 1890                                    |                                         | 1.070                                   | 1.070                                   |
| 1900                                                | 1900                                    |                                         | 1.007                                   | 1.007                                   |
| 1910                                                | 1910                                    |                                         | 1.027                                   | 1.027                                   |
| 1923                                                | 1923                                    |                                         | 971                                     | 971                                     |
| 1934                                                | 1934                                    |                                         | 1.025                                   | 1.025                                   |
| 1939                                                | 1939                                    |                                         | 1.052                                   | 1.052                                   |
| 1951                                                | 1951                                    |                                         | 1.019                                   | 1.019                                   |
| 1961                                                | 1961                                    |                                         | 951                                     | 951                                     |
| 1971                                                | 1971                                    |                                         | 845                                     | 845                                     |
| 1981                                                | 1981                                    |                                         | 804                                     | 804                                     |
| 1991                                                | 1991                                    |                                         | 738                                     | 738                                     |
| 2001                                                | 2001                                    |                                         | 702                                     | 702                                     |
| 2011                                                | 2011                                    |                                         | 624                                     | 624                                     |
| 2021                                                | 2021                                    |                                         | 603                                     | 603                                     |
| 2024                                                | 2024                                    |                                         | 584                                     | 584                                     |
| Quelle(n): Statistik Austria, Gebietsstand 1.1.2021 |                                         |                                         |                                         |                                         |

## Kultur und Sehenswürdigkeiten
- Pfarrkirche Sankt Ulrich, erstmals 1364 urkundlich erwähnt

## Wirtschaft und Infrastruktur

### Wirtschaftssektoren
Die folgende Tabelle zeigt die Entwicklung der Anzahl der Betriebe und der Beschäftigten in den Wirtschaftssektoren:
| Wirtschaftssektor            | Anzahl Betriebe | Anzahl Betriebe | Anzahl Betriebe | Erwerbstätige | Erwerbstätige | Erwerbstätige |
| Wirtschaftssektor            | 2021            | 2011            | 2001            | 2021          | 2011          | 2001          |
| ---------------------------- | --------------- | --------------- | --------------- | ------------- | ------------- | ------------- |
| Land- und Forstwirtschaft 1) | 31              | 89              | 98              | 32            | 35            | 29            |
| Produktion                   | 0               | 0               | 0               | 0             | 0             | 0             |
| Dienstleistung               | 16              | 11              | 13              | 30            | 24            | 27            |

1) Betriebe mit Fläche in den Jahren 2010 und 1999, Arbeitsstätten im Jahr 2021

### Tourismus
Zell/Sele ist seit 2013 Teil der Bergsteigerdörfer-Initiative des ÖAV, die den nachhaltigen Tourismus im Sinne der Alpenkonvention fördern soll. Durch das Gemeindegebiet zwischen Eselsattel und Schaidasattel verlaufen der Südalpenweg, der Kärntner Grenzweg, der Panoramaweg Südalpen und der Julius Kugy Alpine Trail, Etappe 2 und 3 (ÖAV/Landesverband Kärnten).
Die Anzahl der Übernachtungen liegt bei rund 1000 im Jahr.

## Politik
Bei der Nationalratswahl 2008 gab es in Zell mit 25,3 % den höchsten Wähleranteil des LIF österreichweit und gleichzeitig mit 0,7 % den geringsten für die FPÖ.
Die Nationalratswahl 2019 brachte in Zell für die SPÖ 40,0 %, für die ÖVP 27,0 %, für die GRÜNEN 20,0 %, für die NEOS 4,8 % und für die FPÖ 3,8 % Stimmenanteile.
Zell unterhält eine Gemeindepartnerschaft mit Bischofslack in der Oberkrain.

### Gemeinderat
| Der Gemeinderat von Zell hat 11 Mitglieder. \| Jahr \| SPÖ \| ÖVP \| FPÖ \| EL \| Link \| \| --------------------- \| --- \| --- \| --- \| -- \| ---- \| \| Gemeinderatswahl 1985 \| 6 \| 1 \| - \| 4 \| [25] \| \| Gemeinderatswahl 1991 \| 5 \| 1 \| 1 \| 4 \| [25] \| \| Gemeinderatswahl 1997 \| 6 \| 1 \| - \| 4 \| [26] \| \| Gemeinderatswahl 2003 \| 6 \| 1 \| - \| 4 \| [27] \| \| Gemeinderatswahl 2009 \| 6 \| 1 \| - \| 4 \| [28] \| \| Gemeinderatswahl 2015 \| 6 \| 1 \| - \| 4 \| [29] \| \| Gemeinderatswahl 2021 \| 5 \| 1 \| - \| 5 \| [30] \| | Hier fehlt eine Grafik, die leider im Moment aus technischen Gründen nicht angezeigt werden kann. Wir arbeiten daran! |     |     |    |        |
| Jahr | SPÖ | ÖVP | FPÖ | EL | Link   |
| Gemeinderatswahl 1985 | 6 | 1   | -   | 4  | [ 25 ] |
| Gemeinderatswahl 1991 | 5 | 1   | 1   | 4  | [ 25 ] |
| Gemeinderatswahl 1997 | 6 | 1   | -   | 4  | [ 26 ] |
| Gemeinderatswahl 2003 | 6 | 1   | -   | 4  | [ 27 ] |
| Gemeinderatswahl 2009 | 6 | 1   | -   | 4  | [ 28 ] |
| Gemeinderatswahl 2015 | 6 | 1   | -   | 4  | [ 29 ] |
| Gemeinderatswahl 2021 | 5 | 1   | -   | 5  | [ 30 ] |

Direkt gewählter Bürgermeister ist Heribert Kulmesch (SPÖ).

### Wappen
Das Wappen der Gemeinde zeigt symbolisiert die Silhouette des Koschuta-Massivs, das die Südgrenze des Gemeindegebiets bildet, mit dem Kotschutnikturm als höchstem Gipfel. Wappen und Fahne wurden der Gemeinde am 26. Juni 1995 verliehen, die Fahne ist Grün-Weiß mit eingearbeitetem Wappen.

## Persönlichkeiten

### Söhne und Töchter der Gemeinde
- Jakob Oraže (1902–1943), Widerstandskämpfer gegen den Nationalsozialismus
- Jernej Oraže (1902–1943), Widerstandskämpfer gegen den Nationalsozialismus
- Florjan Kelih (1908–1943), Widerstandskämpfer gegen den Nationalsozialismus
- Franc Pristovnik (1910–1943), Widerstandskämpfer gegen den Nationalsozialismus
- Urh (Ulrich) Kelih (1912–1943), Widerstandskämpfer gegen den Nationalsozialismus
- Thomas Olip (1913–1943), Widerstandskämpfer gegen den Nationalsozialismus
- Janez Oraže (1925–1943), Widerstandskämpfer gegen den Nationalsozialismus
- Gustav Januš (* 1939), Schriftsteller, Maler und Lehrer